# Clyde Harvey
Clyde Martin Harvey (* 9. November 1948 in Port of Spain, Trinidad und Tobago) ist ein trinidadischer Geistlicher und römisch-katholischer Bischof von Saint George’s in Grenada.

## Leben
Clyde Harvey studierte nach dem Schulbesuch in Belmont am Regionalseminar in Tunapuna und empfing am 27. Juni 1976 das Sakrament der Priesterweihe für das Erzbistum Port of Spain.
Neben verschiedenen Aufgaben in der Pfarrseelsorge war er seit seiner Priesterweihe als Philosophiedozent tätig. Bis 1979 war er zudem Subregens des Regionalseminars „St. John Vianney and the Ugandan Martyrs“ in Tunapuna. 1980 war er Rektor dieses Priesterseminars. Weiterführende Studien unternahm er 1985 an der Lancaster University in England und von 1985 bis 1988 an der University of California, Berkeley. Seit 2011 war er Bischofsvikar für den Klerus im Erzbistum Port of Spain.
Am 23. Juni 2017 ernannte ihn Papst Franziskus zum Bischof von Saint George’s in Grenada. Die Bischofsweihe spendete ihm der scheidende Apostolische Nuntius in Grenada, Erzbischof Nicolas Girasoli, am 29. Juli desselben Jahres. Mitkonsekratoren waren der Erzbischof von Port of Spain, Joseph Everard Harris CSSp, und der Altbischof von Saint George’s in Grenada, Sydney Anicetus Charles.